# Tectocepheus translamellatus
Tectocepheus translamellatus är en kvalsterart som beskrevs av Knülle 1954. Tectocepheus translamellatus ingår i släktet Tectocepheus och familjen Tectocepheidae. Inga underarter finns listade i Catalogue of Life.